# Giuse Nguyễn Phụng Hiểu
Giuse Nguyễn Phụng Hiểu (1921 – 1992) là một Giám mục của Giáo hội Công giáo tại Việt Nam. Ông nguyên là Giám mục chính tòa của Giáo phận Hưng Hóa trong khoảng thời gian ngắn từ cuối năm 1990 đến khi qua đời năm 1992. Khẩu hiệu Giám mục của ông là "Các con hãy nên Chứng nhân của Thầy".
Giám mục Nguyễn Phụng Hiểu quê ở Kim Sơn, Ninh Bình. Từ thuở thiếu thời, ông đã đi theo con đường tu học và học tại các chủng viện Công giáo khác nhau tại giáo phận Hưng Hóa cũng như giáo phận Phát Diệm. Sau 17 năm tu học trong thời kỳ Pháp thuộc và chiến tranh Đông Dương, năm 1951, ông được truyền chức linh mục.
Năm 1952, linh mục Giuse Hiểu bắt đầu làm việc tại giáo phận Hưng Hóa. Trải qua nhiều chức vụ khác nhau trong thời kỳ linh mục, tháng 1 năm 1989, ông được chọn làm Giám quản Giáo phận Hưng Hóa. Tòa Thánh chọn linh mục giám quản Nguyễn Phụng Hiểu làm giám mục chính tòa Hưng Hóa tháng 12 năm 1990. Giám mục Nguyễn Phụng Hiểu chính thức quản lý giáo phận Hưng Hóa từ tháng 4 năm 1991, sau nghi thức tấn phong. Tuy nhiên, do tuổi cao nên chỉ vài tháng sau, ông lâm bệnh nặng và qua đời vì ung thư tháng 5 năm 1992.

## Thân thế và những năm đầu tu nghiệp
Giám mục Nguyễn Phụng Hiểu sinh ngày 19 tháng 3 năm 1921 tại giáo họ Hàm Phu, giáo xứ Quân Triêm, nay thuộc xã Xuân Chính, huyện Kim Sơn, tỉnh Ninh Bình, thuộc giáo phận Phát Diệm. Năm 13 tuổi (1934), cậu bé Hiểu bắt đầu con đường tu trì của mình bằng việc nhập học tại Tiểu chủng viện Hà Thạch, thuộc địa bàn tỉnh Phú Thọ, thuộc giáo phận Hưng Hóa. Sau 12 năm tu học tại Hà Thạch, năm 1945, chủng sinh Giuse Hiểu tiếp tục việc học tại Đại chủng viện Thượng Kiệm, giáo phận Phát Diệm, tỉnh Ninh Bình. Theo thông tin từ trang "Truyền Giáo Việt Nam tại Á Châu", cậu bé Hiểu bắt đầu con đường tu học vào năm 1936 và học tại Tiểu chủng viện Hà Thạch đến năm 1942. Trong giai đoạn từ năm 1944 đến năm 1946, chủng sinh Hiểu theo học trường Saint Sulpice Hà Nội. Từ năm 1947 đến năm 1951, chủng sinh Hiểu theo học Chủng viện Thượng Kiệm, Phát Diệm.

## Thời kỳ linh mục
Sau quá trình tu học dài hạn, Phó tế Giuse Nguyễn Phụng Hiểu được thụ phong linh mục vào ngày 26 tháng 5 năm 1951. Sau khi được truyền chức, ông được bổ nhiệm giữ chức linh mục phó giáo xứ Liễu Đề, tỉnh Nam Định, thuộc giáo phận Bùi Chu. Một năm sau khi trở thành linh mục, Giuse Nguyễn Phụng Hiểu quyết định gia nhập Giáo phận Hưng Hoá. Đại diện Tông Tòa Hưng Hóa Jean Marie Mazé Kim quyết định bổ nhiệm linh mục Hiểu làm linh mục phó giáo xứ Vĩnh Lộc, hỗ trợ họ đạo Thạch Thán và các họ đạo mới thành lập. Cụ thể, linh mục Hiểu đảm trách họ đạo Thạch Thán từ năm 1952 đến năm 1953, sau đó đảm trách họ đạo Trại Muôn cho đến năm 1954.
Chỉ hai năm sau khi bắt đầu làm việc ở Giáo phận Hưng Hóa, năm 1954, linh mục Giuse Nguyễn Phụng Hiểu được bổ nhiệm giữ chức Giám đốc Tiểu chủng viện Sơn Lộc. Theo nguồn tin từ trang "Truyền Giáo Việt Nam tại Á Châu", linh mục Hiểu chỉ là giảng viên chủng viện. Trong giai đoạn từ năm 1960 đến năm 1967, linh mục Hiểu là Quản lý Địa phận, đồng thời kiêm nhiệm chức linh mục chánh xứ Sơn Tây. Cũng trong năm này, ông được chọn làm nhân chứng về văn thư thành lập Dòng Ba thánh Đa Minh của Giám mục Phêrô Maria Nguyễn Huy Quang. Giám mục Quang và linh mục Hiểu cùng linh mục Giuse Nguyễn Ngọc Bảo là ba thành viên tiên khởi của Dòng Ba tại xứ Sơn Tây, thuộc giáo phận Hưng Hóa.
Linh mục Nguyễn Phụng Hiểu từng vào tù và bị quản thúc trong khoảng thời gian 10 năm. Từ tháng 12 năm 1968, đến tháng 5 năm 1976, ông bị quản chế tại La Thiện, Ba Vì. Trong giai đoạn từ năm 1976 đến năm 1979, ông bị quản thúc tại Quang Húc, Ba Vì.
Từ 1976 - 1979 bị quản thúc tại Quang Húc, Ba Vì.Năm 1979, ông được bổ nhiệm đảm nhận vai trò linh mục Chánh xứ Tình Lam, phụ trách nhiều xứ đạo, họ đạo nhánh với 42 nhà thờ, 9.200 giáo dân. Bốn giáo xứ thuộc địa bàn Hà Nội cũng do ông quản lý. Ngày 22 tháng 1 năm 1989, giám mục chính tòa Hưng Hóa Giuse Phan Thế Hinh qua đời, linh mục Giuse Nguyễn Phụng Hiểu được chọn làm Giám quản giáo phận Hưng Hóa, về cư trú ở Sơn Tây. Cũng trong thời gian này, linh mục Hiểu còn đảm trách nhiệm vụ giáo sư Thần học tín lý cho Đại chủng viện Thánh Giuse Hà Nội.

## Thời kỳ giám mục

### Bổ nhiệm và tấn phong
Ngày 3 tháng 12 năm 1990, Giáo hoàng Gioan Phaolô II bổ nhiệm linh mục Giám quản Giuse Nguyễn Phụng Hiểu làm Giám mục chính tòa Giáo phận Hưng Hóa. Tuy vậy, hơn 3 tháng sau đó tin tức bổ nhiệm mới được chính thức thông báo. Đợt bổ nhiệm này ngoài tin bổ nhiệm tân giám mục Hưng Hóa còn có tin thuyên chuyển giám mục Phanxicô Xaviê Nguyễn Văn Sang làm Giám mục chính tòa Giáo phận Thái Bình.
Ban đầu lễ tấn phong cho giám mục tân cử dự định vào ngày lễ kính Giuse, một vị thánh và là Thánh bổn mạng của giám mục Nguyễn Phụng Hiểu. Tuy vậy, dự tính này phải hủy bỏ và lùi lại đến ngày 8 tháng 4 năm 1991, với mục đích để có sự tham gia của đông đảo giám mục Việt Nam, do kỳ họp thường niên được tổ chức tại Hà Nội vào khoảng thời gian này. Lễ tấn phong tân giám mục Nguyễn Phụng Hiểu là lễ tấn phong có sự tham gia của hàng giám mục đông đảo nhất cho đến thời điểm đó, với 25 vị. Chủ phong trong nghi thức truyền chức là giám mục Phaolô Giuse Phạm Đình Tụng, Giám mục chính tòa Giáo phận Bắc Ninh kiêm Giám quản Tông Tòa Tổng giáo phận Hà Nội. Cùng đồng tế cũng như tham gia lễ tấn phong có hơn 40 linh mục và 20.000 giáo dân đa số là người dân tộc Mèo từ Sapa (Lào Cai).
Tòa thánh cử Tổng Giám mục Alberto Tricarico, Sứ thần Tòa Thánh tại Bangkok, đại diện Giáo hoàng sang dự lễ. Giáo hoàng Gioan Phaolô II tặng riêng cho tân giám mục một thánh giá đeo ngực bằng bạc và sẽ do Tổng giám mục Alberto trao cho vị tân chức. Vào giờ chót, tổng giám mục Alberto Tricarico không thể đến sang Việt Nam dự lễ.

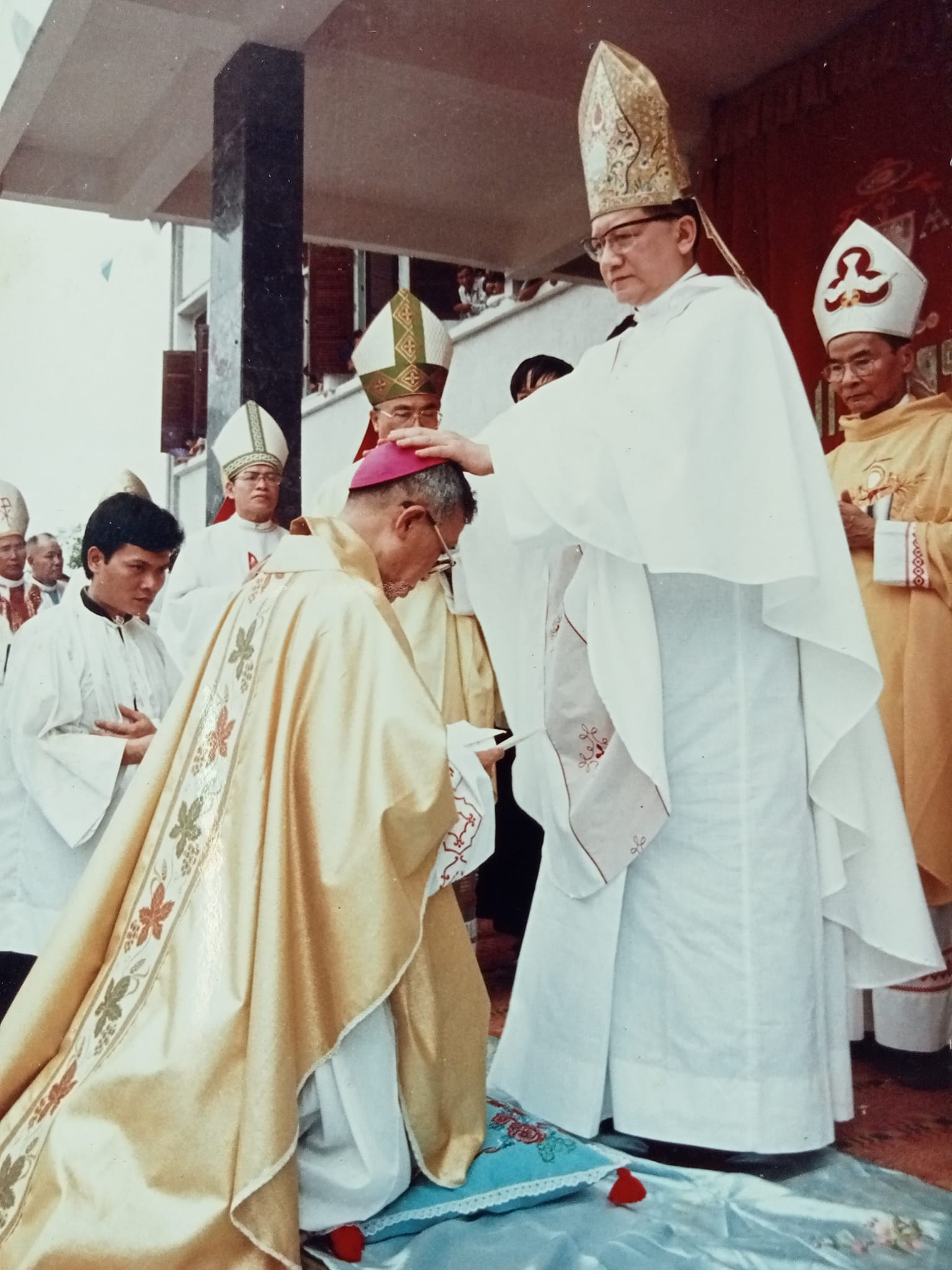
Thánh lễ Tấn phong Giám mục Giuse Nguyễn Phụng Hiểu.

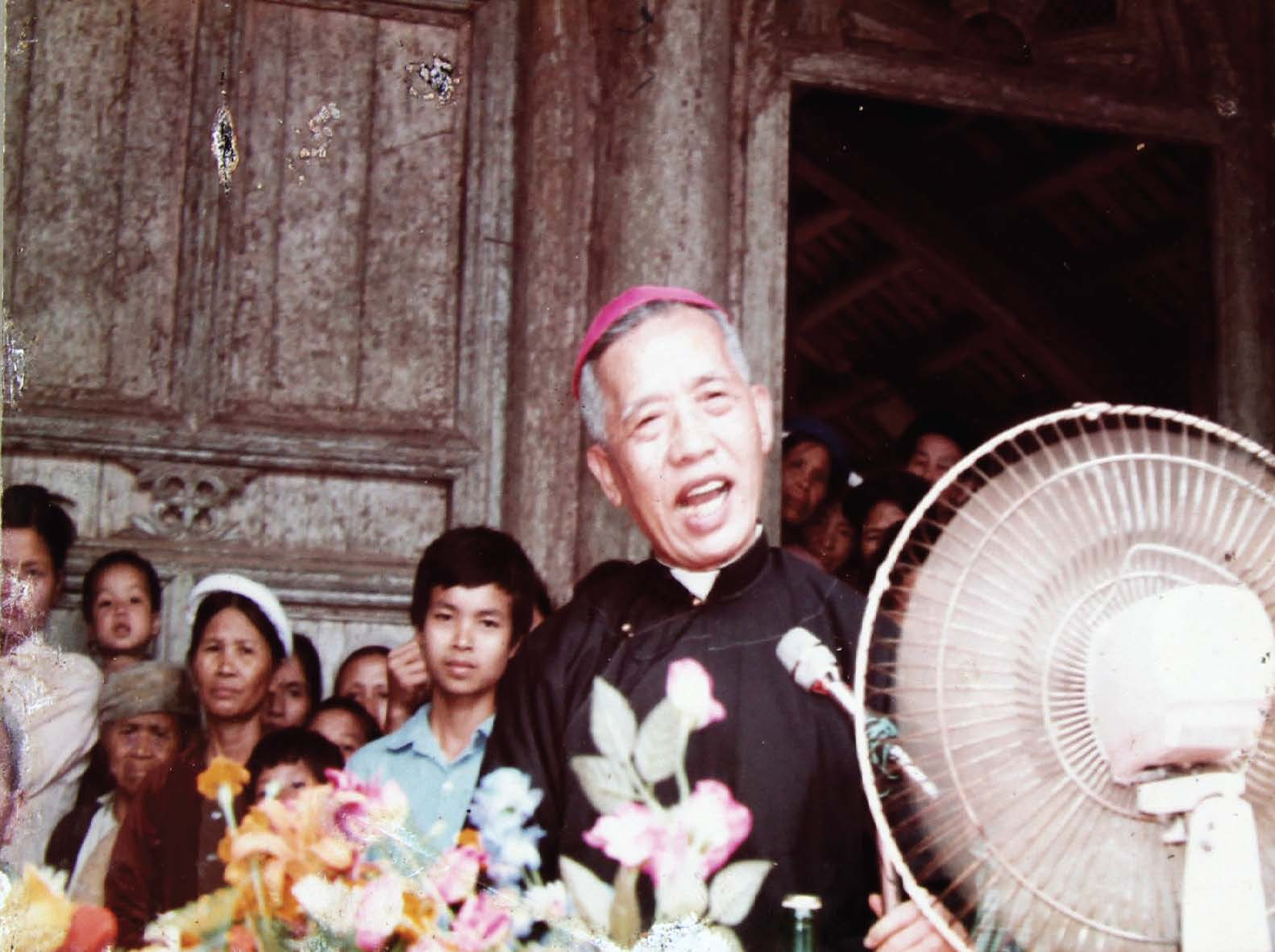
Giám mục Giuse Maria Nguyễn Phụng Hiểu thăm giáo xứ Hoàng Xá.

Trong thời kỳ làm giám mục, ông quyết định gửi 13 chủng sinh vào học tại miền Nam và quyết định xây dựng Tòa giám mục tại Sơn Tây. Trong số 13 chủng sinh này, 11 trong số họ đã được truyền chức linh mục vào ngày 14 tháng 2 năm 2006, giữ các vai trò quan trọng tại Giáo phận Hưng Hóa. Giám mục Giáo phận Hưng Hóa Đa Minh Hoàng Minh Tiến là một trong nhóm chủng sinh này (thụ phong ngày 14 tháng 2 năm 2006).

### Lâm bệnh và qua đời
Giám mục Nguyễn Phụng Hiểu chính thức trở thành giám mục Hưng Hóa khi đã thất thập. Việc quản nhiệm một giáo phận nghèo khó và có địa bàn rộng lớn làm ông trở bệnh. Chỉ vài tháng sau ngày tấn phong, tháng 8 năm 1991, ông đi Roma điều trị bệnh tại bệnh viện Piô X. Ông di chuyển bằng xe lăn khi giáo hoàng đến thăm bệnh. Trở về Việt Nam tháng 12 năm 1991, ông tiếp tục điều trị tại bệnh viện Việt–Xô (Hà Nội) trong 2 tháng. Sau Tết Nguyên đán năm 1992, ngày 11 tháng 2 giám mục Nguyễn Phụng Hiểu đến Thành phố Hồ Chí Minh để theo chữa bệnh bằng phương pháp đông y. Thời gian điều trị bệnh, giáo phận Hưng Hóa có nhiều tin buồn diễn ra liên tiếp: 4 người thân với vị giám mục qua đời trong vòng 30 ngày, điều này làm sức khỏe ông suy yếu dần.
Ngày 7 tháng 5, ông dự lễ tấn phong tân giám mục phụ tá Giáo phận Xuân Lộc Tôma Nguyễn Văn Trâm và ngay ngày hôm sau đến trụ sở Giáo phận Hưng Hóa tại Tổng giáo phận Thành phố Hồ Chí Minh để giã từ trở về giáo phận Hưng Hóa. Bệnh ung thư bộc phát, giám mục Hiểu được đưa đến điều trị tại Trung tâm cấp cứu bệnh viện Sài Gòn. Ông qua đời lúc 14 giờ 20 phút, ngày 9 tháng 5 năm 1992 thọ 71 tuổi.
Linh cữu cố giám mục được quàn tại nhà thờ xứ Lộc Hưng, quận Tân Bình, thành phố Hồ Chí Minh. Sau đó, chuyển linh cữu về thị xã Sơn Tây nơi tạm đặt Tòa Giám mục Hưng Hóa. Lễ an táng cố giám mục Nguyễn Phụng Hiểu chủ tế bởi giám mục Phaolô Bùi Chu Tạo, giám mục Giáo phận Phát Diệm vào ngày 14 tháng 5, nghi thức đọc điếu văn do giám mục Phaolô Giuse Phạm Đình Tụng chủ sự. Giáo dân đến từ các tỉnh vùng Tây Bắc Việt Nam như: Lào Cai, Lai Châu, Điện Biên, Phú Thọ, Yên Bái, Hà Tây, Hòa Bình, Hà Giang, Tuyên Quang đến dự lễ tang giám mục Nguyễn Phụng Hiểu.
Giám mục Giuse Nguyễn Phụng Hiểu chính thức lãnh đạo giáo phận Hưng Hóa trong khoảng thời gian 1 năm 29 ngày, tuy nhiên ông đã thực hiện các công tác mục vụ cho giáo phận Hưng Hóa từ nhiều năm trước, từ năm 1934 và đồng hành cùng giáo phận trong những ngày tháng chiến tranh và thời hậu chiến.

## Nhận định
Linh mục Giuse Nguyễn Gia Huấn nhận định trong lễ giỗ 25 năm cố giám mục Nguyễn Phụng Hiểu:
| “ | Thứ nhất, cuộc đời Giám mục ngắn nhất, bởi Đức cha chỉ làm Giám mục có 1 năm 1 tháng 29 ngày. Thứ hai, Đức cha là người điếc nhất. Ngài không nghe rõ nhưng vẫn luôn vui. Thứ ba, ngài liều nhất bởi trong khi giáo phận nghèo nhưng quyết định xây Tòa Giám mục. Đức cha là người luôn tin tưởng rằng "việc của Chúa thì Chúa sẽ lo". Thứ tư, ngài là người hiền nhất. Ngài ít nói, ít mắng nhưng đầy lòng yêu thương. Ngài đã sống đúng mối phúc của Chúa: "Phúc cho ai hiền lành vì Nước Trời là của họ". | ” |

## Tông truyền
Giám mục Giuse Nguyễn Phụng Hiểu được tấn phong năm 1991, dưới thời Giáo hoàng Gioan Phaolô II, bởi:
- Chủ phong: Phaolô Giuse Phạm Đình Tụng, Giám quản Tông Tòa Tổng giáo phận Hà Nội kiêm giám mục chính tòa Giáo phận Bắc Ninh.
- Hai vị phụ phong: Phaolô Maria Nguyễn Minh Nhật, giám mục chính tòa Giáo phận Xuân Lộc và giám mục Phanxicô Xaviê Nguyễn Văn Sang, giám mục chính tòa Giáo phận Thái Bình.